# Афродита Апатура

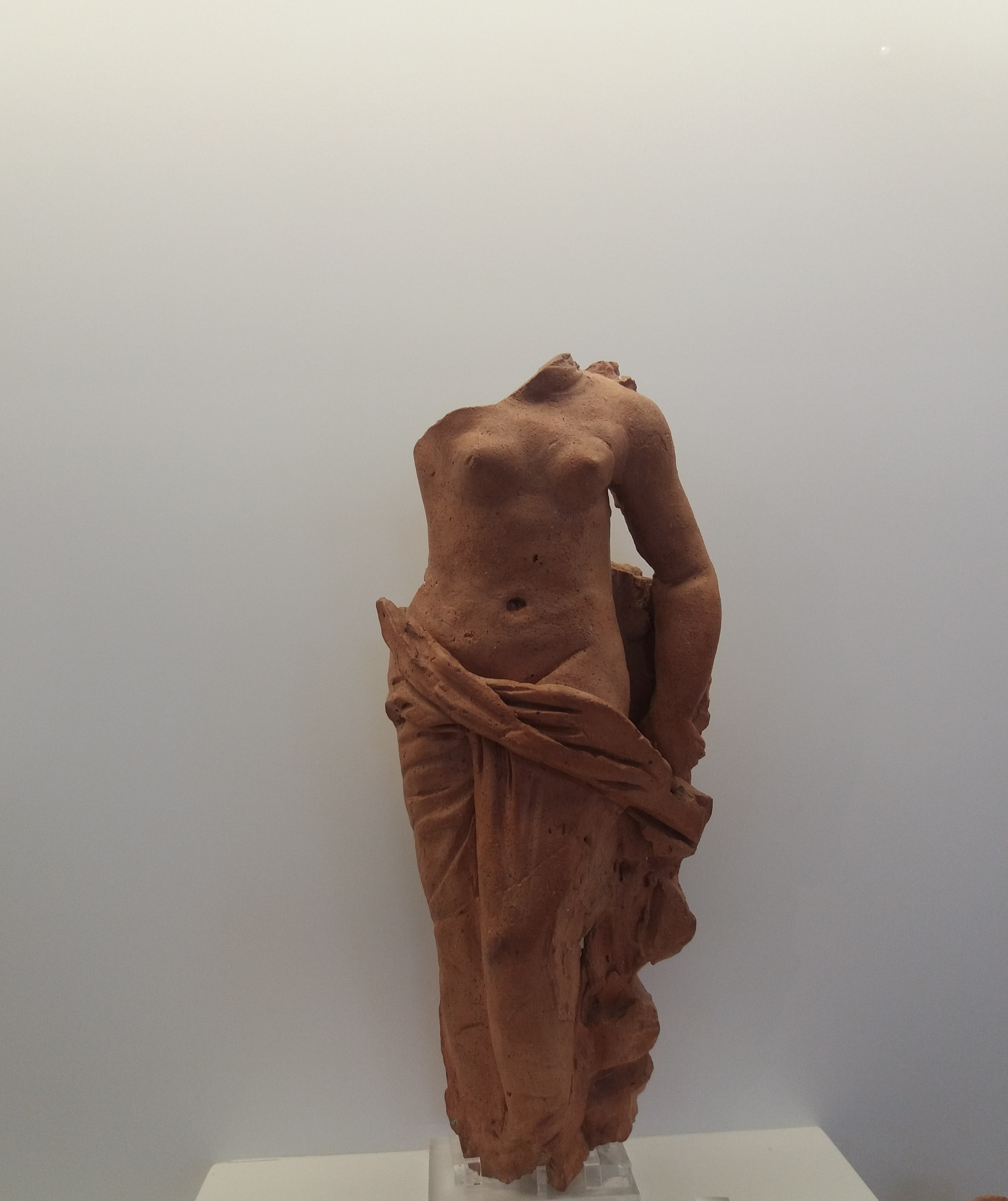
статуэтка Афродиты

Афродита Апатура (буквально: Афродита-обманщица, от др.-греч. ἀπάτη — «обман») — эпитет богини Афродиты. Центром культа Афродиты Урании Апатуры был город Апатур в Боспорском царстве.
Культ занимал важное место в Боспорском царстве.

## Миф об Афродите Обманщице
Действие мифа происходит во времена Титаномахии. Афродита поодиночке заманивала титанов в пещеру, где их, по договорённости с богиней, уже поджидал с дубинкой Геракл.
Миф упоминается Страбоном.
На боспорской керамике найден сюжет, где Геракл спасает девушку от кентавра. Предположительно, он может быть связан с местным вариантом мифа (богиня помогает Гераклу в благодарность за спасение, возможно своей жрицы).
По одному из предположений, наименование святилища Апатур могло быть производным от названия общеионийских праздников Апатурий, справлявшихся в Фанагории под покровительством Афродиты.
Причины, почему Апатур стал центром подобного культа, неизвестны. Возможно, это связано с неким эпизодом во времена основания города, появлением здесь древних греков, активно контактировавших с местным населением — меотами и синдами, а также со скифами и другими народами. О том, что у меотов женщины могли занимать довольно высокое положение (при сохранении патриархата), говорит более поздняя история Тиргатао. Определённое влияние это оказало на Боспор. Так, здесь женщин изредка могли награждать золотыми венками наравне с мужчинами, что вовсе не практиковалось в других древнегреческих государствах.

## Упоминания культа в Боспорском царстве
Судя по всему, особой популярностью культ пользовался у женской части населения. Он играл главную роль для женщин царского рода. На посвящённом богине памятнике упоминается Камасария Филотекна, дочь Спартока V. Надпись гласит:

За архонта и царя Перисада, сына царя Перисада, матерелюбивого, и за царицу Камасарию, дочь Спартока, чадолюбивую, и за Аргота, сына Исанфа, мужа царицы Касасарии.

## Характер культа
Особенностью Боспора была синкретичность его культуры. Здесь соседствовали, активно влияя друг на друга, потомки древнегреческих колонистов и местных «варварских» народов. Предполагается, что разнилось и почитание Апатуры, лишь постепенно приходя к единой картине. В городах оно было более эллинизированным, в деревенских святилищах носило более «природный» характер.
Одна из интересных особенностей — привязка святилищ Афродиты Апатуры к грязевым вулканам, характерным для Тамани. Впрочем, их активность и характер местности в те времена могли заметно отличаться от современных.
Одно из крупных святилищ находилось на горе Бориса и Глеба на Тамани. Второе святилище располагалось между двумя грязевыми вулканами на Майской горе, в окрестностях Фанагории (но есть также мнение, что это святилище Коры и Деметры, или некой универсальной женской богини).
Вероятно, происходила определённая синкретизация и универсализация, складывался общий культ великой богини. Она совмещает в себе некоторые черты Артемиды (при том что Артемида была богиней-девой, и соответственно не могла совмещаться с богиней плотской любви), Коры и Деметры, возможно ближневосточной Астарты, и скорее всего местных женских божеств.
Но главную роль в этом культе играет Афродита. Изображение Афродиты чаще всего встречается в виде полуфигуры, задрапированной в покрывало, с голубем в правой руке, и в виде небольшой протомы, с лентой на лбу и в покрывале, обрамляющем лицо.
Встречаются изображения с Эротом.
Изображение Афродиты найдено на пластинке из слоновой кости из Семибратнего кургана и на двух золотых перстнях и зеркале из погребения жрицы в склепе кургана Близнецы на Кубани. Предположительно, это жрица культа Афродиты Апатуры.